# Lista drumurilor județene din județul Botoșani
Aceasta este o listă ce cuprinde toate drumurile județene aflate pe raza județului Botoșani, așa cum au fost clasificate de Ministerul Transporturilor.
| Județul Botoșani                                                   | Județul Botoșani | Județul Botoșani                                                   | Județul Botoșani                                                   | Județul Botoșani                                                   | Județul Botoșani |
| Drum Județean                                                      | Traseu | Origine                                                            | Destinație                                                         | Lungimea (km)                                                      | Reclasat din:    |
| ------------------------------------------------------------------ | --- | ------------------------------------------------------------------ | ------------------------------------------------------------------ | ------------------------------------------------------------------ | ---------------- |
| DJ 207L                                                            | Corni (DJ 208H) - Lim. Jud. Suceava | Km 0+000 (Botoșani)                                                | Km 2+500 (DN28B)                                                   | 2,500                                                              |                  |
| DJ 207N                                                            | Botoșani - Curtești - Orășeni Deal - Cristești - DN28B | Km 0+000 (Botoșani)                                                | Km 13+900 (DN28B)                                                  | 13,900                                                             | DC 52            |
| DJ 208C                                                            | DN28B (RAI) - Orășeni-Deal - Poiana - Vorona - Vorona Mare - Joldești - Limita județul Suceava                                                                     | Km 0+000 DN28B (RAI)                                               | Km 21+870 (Limita Jud. Suceava)                                    | 21,870                                                             |                  |
| DJ 208D                                                            | Limita Jud. Suceava - Bucecea (DN29C) | Km 18+140 (Limita Jud. Suceava)                                    | Km 21+740 Bucecea (DN 29C)                                         | 3,600                                                              |                  |
| DJ 208H                                                            | DN29 (Baisa)- Corni - Vorona - Oneaga - DN28B - Pădureni - Copălău - Sulița (DJ 297)                                                                               | Km 0+000 DN29 (Baisa)                                              | Km 47+570 Sulița (DJ 297)                                          | 47,570                                                             |                  |
| DJ 208I                                                            | Limita Jud. Suceava (Tudora) - Tudora - Joldești (DJ 208C) | Km 3+660 (Limita Jud. Suceava)                                     | Km 13+800 (Joldești) (DJ 208C)                                     | 10,140                                                             |                  |
| DJ 208T                                                            | Limita Jud. Suceava - Călinești (DN29C) | Km 15+610 (Limita Jud. Suceava DN29)                               | Km 19+960 Călinești (DN29C)                                        | 4,350                                                              | DC 60            |
| DJ 282                                                             | Limita Județului Iași - Rediu - Răuseni - Hlipiceni - Todireni - Albești - Trușești - Dângeni - Hănești - Vlăsinești - Săveni - Drăgușeni - Coțușca - Rădăuți Prut | Km 58+625 (Limita Județului Iași)                                  | Km 164+845 (Rădăuți Prut)                                          | 106,220                                                            |                  |
| DJ 282A                                                            | DN29D (Șoldănești) - Ionășeni | Km 0+000 (DN29D (Șoldănești))                                      | Km 5+670 (Ionășeni)                                                | 5,670                                                              |                  |
| DJ 282B                                                            | Limita Județului Iași (Miletin)- Prăjeni - Câmpeni - Flămânzi (DN28B)                                                                                              | Km 00+000 (Județului Iași)                                         | Km 16+790 ( Flămânzi (DN28B))                                      | 16,790                                                             |                  |
| DJ 282H                                                            | DJ 282 - Răuseni (DJ 282) - DN24C (Berza) | Km 0+000 (Răuseni (DJ 282))                                        | Km 11+540 (DN24C (Berza))                                          | 11,540                                                             | DJ 282E          |
| DJ 291                                                             | Leorda (DN29B)- Bulcea - Bucecea - Huțani (DN29) | Km 0+000 (Leorda (DN29B))                                          | Km 15+830 (Huțani (DN29))                                          | 15,830                                                             |                  |
| DJ 291B                                                            | Șendriceni (DJ 291C)- Lozna - Dersca - Mihăileni (DN29C) | Km 0+000 Șendriceni (DJ 291C)                                      | Km 20+750 Mihăileni (DN29C)                                        | 20,750                                                             |                  |
| DJ 291C                                                            | Dorohoi (DN29A) - Iezer - Pomârla - Fundu Herții - Baranca (DJ 298)                                                                                                | Km 0+000 (Dorohoi (DN29A))                                         | Km 27+450 (Baranca (DJ 298))                                       | 27,450                                                             |                  |
| DJ 291D                                                            | Dorohoi (DN29A) - Ibănești - Cristinești - Suharău - Oroftiana - Baranca - Bajura (DN29A)                                                                          | Km 0+000 Dorohoi (DN29A)                                           | Km 46+220 (Bajura (DN29A))                                         | 46,220                                                             |                  |
| DJ 291E                                                            | DJ291C - PUNCT VAMAL RACOVĂȚ | Km 0+000 DJ291C                                                    | Km 00+250 Punct Vamal Racovăț                                      | km 0,250                                                           |                  |
| DJ 291F                                                            | DJ 291D - Oroftiana - Frontieră Ucraina | Km 0+000 (DJ 291D Oroftiana)                                       | Km 2+300 (Frontieră Ucraina)                                       | 2,300                                                              | DC 84A           |
| DJ 291K                                                            | Lozna (DJ 291B) - DN29C (Călinești) - Talpa (DN29C) | Km 0+000 Lozna (DJ 291B)                                           | Km 7+220 limită UAT Cândești                                       | 7,220                                                              | DC 76A DS 76S    |
| DJ 292                                                             | Dorohoi (DN29A) - Broscăuți - Corlăteni - Vorniceni - Știubeni - Săveni (DN29)                                                                                     | Km 0+000 (Dorohoi (DN29A))                                         | Km 46+350 (Săveni (DN29))                                          | 46,350                                                             |                  |
| DJ 293                                                             | DN29A (Dorohoi) - Dumeni - Mileanca - Coțușca - Ghireni - DN24C (Ghireni)                                                                                          | Km 0+000 DN29A (Dorohoi)                                           | Km 47+700 DN24C (Ghireni)                                          | 47,700                                                             |                  |
| DJ 293A                                                            | Cotușca (DJ 282) - Viișoara - Păltiniș (DN29A) | Km 0+000 Cotușca (DJ 282)                                          | Km 18+170 Păltiniș (DN29A)                                         | 18,170                                                             |                  |
| DJ 294                                                             | DN29 - Dângeni - Mihălășeni - DN24C | Km 0+000 (DN29)                                                    | Km 21+160 (Mihălășeni)                                             | 21,160                                                             |                  |
| DJ 294A                                                            | Avrămeni (DN29) - Panaitoaia - Mitoc | Km 0+000 Avrămeni (DN29)                                           | Km 14,550 Mitoc                                                    | 14+550                                                             |                  |
| DJ 294B                                                            | Ștefănești (DN24C) - Murguța - Dobârceni - Brăteni (DJ 294) | Km 0+000 Ștefănești (DN24C)                                        | Km 18+610 Brăteni (DJ 294)                                         | 18,610                                                             |                  |
| DJ 294C                                                            | DN24C - Manoleasa (DN29) - Hănești (DJ 282) | Km 0+000 (Manoleasa (DN29))                                        | Km 12+500 Hănești (DJ 282)                                         | 12,500                                                             |                  |
| DJ 296                                                             | Botoșani- Roma - Nicșeni - DJ 292 (Podeni) | Km 0+000 Botoșani                                                  | Km 26+000 DJ 292 (Podeni)                                          | 26,000                                                             |                  |
| DJ 296A                                                            | Stăuceni (DN29D) - Roșiori - DN29 - Costești - DC65 - (DJ 296) | Km 0+000 Stăuceni (DN29D)                                          | Km 13+700 Costești (DJ 296)                                        | 13,700                                                             |                  |
| DJ 296B                                                            | Plopenii Mari (DN29)- Mândrești - Călugăreni - Călugărenii Noi (DJ 296)                                                                                            | Km 0+000 DJ 296B                                                   | Km 12+900 DJ 282                                                   | 12,900                                                             | DJ 296B          |
| DJ 297                                                             | DN29D (Blândești) - Sulița - Todireni - DJ 282 | Km 0+000 DN29 (Blândești)                                          | Km 25+950 DJ 282                                                   | 25,950                                                             |                  |
| DJ 298                                                             | DJ 292 (Vorniceni) - Vorniceni - G. Enescu - - Cordăreni - Baranca                                                                                                 | Km 0+000 DJ 292 (Vorniceni)                                        | Km 36+740 Baranca                                                  | 36,740                                                             |                  |
| DJ 298A                                                            | DN29A - Havârna - DJ 293 | Km 0+000 DN29A (Darabani)                                          | Km 10+000 DJ 293 (Havârna)                                         | 10,000                                                             |                  |
| Lungimea totală a rețelei de drumuri județene din județul BOTOȘANI | Lungimea totală a rețelei de drumuri județene din județul BOTOȘANI                                                                                                 | Lungimea totală a rețelei de drumuri județene din județul BOTOȘANI | Lungimea totală a rețelei de drumuri județene din județul BOTOȘANI | Lungimea totală a rețelei de drumuri județene din județul BOTOȘANI | 745,06 Km        |

## Vezi și
- Lista drumurilor județene din România